# Tournefortia ovalifolia
Tournefortia ovalifolia là loài thực vật có hoa trong họ Mồ hôi. Loài này được Rusby miêu tả khoa học đầu tiên năm 1907.